# Aurélien Meimaris
Aurélien Meimaris, né en 1990, est un artiste photographe français. Il est représenté par la galerie Ira Leonis à Arles. Il vit et travaille à Marseille.

## Biographie
Il obtient son DNSEP en 2016 avec les félicitations du jury (Zahia Rahmani, Valérie Jouve, Paul-Emmanuel Odin, Malachi Farrell) à l’École Supérieure d’Arts et de Design Marseille Méditerranée.
La même année, il est sélectionné par Mohamed Bourouissa, Chantal Crousel et Antoine Levi pour exposer lors d'Artagon II au Passage de Retz à Paris. Il expose également sa série Bulles à la Collection Lambert en Avignon lors de l'exposition Rêvez (commissariat d'Éric Mézil). 
Entre 2016 et 2018 il participe à plusieurs expositions collectives à Marseille comme La Fourmilière à la Compagnie (commissariat de Paul-Emmanuel Odin), le festival Chroniques par Seconde Nature, À force à l'Atelier Hyph, ou l'exposition Tous à la plage à 1Cube (commissariat de Selma Bella-Zarhloul et Olivier Monge). 
En 2018, son travail est présenté au colloque Faire (l’histoire de) l’art depuis John Berger à l'Institut suisse pour l’étude de l’art et au Musée de l’Élysée à Lausanne. L'année suivante, il est présélectionné pour le Prix Polyptyque et expose au Centre Photographique Marseille. 
En 2020, Aurélien Meimaris et Kévin Cardesa entrent en résidence de trois mois chez HighCo, dans le cadre du programme Travail ! Travail ! en partenariat avec Mécènes du Sud, l'ESADMM, Collective et le Ministère de la Culture. Une restitution de leur travail commun a lieu à la galerie Art-Cade lors de l'exposition Liminal, dans le cadre de la biennale Manifesta. Une exposition personnelle est consacrée à son projet Urb1 à l'Hypothèse du lieu, dans le cadre de Photo Marseille,.
Depuis 2021, il est représenté par la galerie Ira Leonis à Arles.

## Travail
Aurélien Meimaris pratique la photographie, la vidéo, la capture d'écran dans des jeux vidéo, la collecte d'images. Son travail est à la fois expérimental (détournement des médiums, jeu de mises en abymes, passages entre différents registres narratifs…) et documentaire. Dans tous ces projets, il mène en filigrane une réflexion relative au caractère incomplet et indirect de notre expérience du réel. Il s’intéresse également aux mécanismes et aux limites de l’organisation du réel objectif en récits construits,.

## ProjetInfluence; Wikipédia
En 2021, Aurélien Meimaris rédige et publie l'article à son propre sujet sur Wikipédia. Grâce à cette opération, il espère accroître sa notoriété d'artiste et devenir assez célèbre pour pouvoir vendre cet article Wikipédia en NFT.

## Expositions
Expositions personnelles
2024    - Génétique de l’image, Ira Leonis, Arles
2023    - Boutures, Ira Leonis, Arles
2022    - Séparations, Ira Leonis, Arles
2020    - Urb1 : Sédiments, dans le cadre de Photo Marseille, l’Hypothèse du lieu, Marseille
2017    - Looking for reality, Festival Chroniques par Seconde Nature, Marseille

Expositions collectives
2025    - Rouvrir le monde, Château de Servières, Marseille
2024    - Rouvrir le monde, avec toi - En hommage à Hélène Lorson, Château de Servières, Marseille
           - Art Genève, stand de la galerie Ira Leonis, Genève
2023    - IA & Image, avec Thomas Pendeliau, dans le cadre du festival Octobre Numérique, Parade, Arles
           - Toute la place est pour la beauté, avec Françoise Huguier, Nan Goldin, Sarah Moon..., Ira Leonis, Arles
2022    - Indiscrétions, Ira Leonis, Arles
2021    - Différentes lumières, dans le cadre de L’Été Indien, Ira Leonis, Arles
           - Byzance, Atelier Hyph, dans le cadre des OAA, Ouvertures d’Ateliers d’Artistes, Marseille
           - Urbanités, Printemps de l’Art Contemporain, Urban Gallery, Marseille
           - Liminal, Art-Cade, dans le cadre de la biennale Manifesta 13 et du Printemps de l’Art Contemporain, Marseille
2019    - OAA, Ouvertures d’Ateliers d’Artistes, l’Hypothèse du Lieu, Marseille
           - Présélection Prix Polyptique, Centre Photographique Marseille
2018    - Tous à la plage, commissariat par Selma Bella Zarhloul & Olivier Monge, 1 Cube et Fermé le Lundi, Marseille
           - À Force, Atelier Hyph, Marseille
2017    - 25 ans de la Friche de la Belle de Mai, Atelier Situation, Marseille
           - Rêvez, commissariat par Eric Mézil, Collection Lambert en Avignon
2016    - La Fourmilière, La Compagnie, Marseille
           - Biennale des jeunes créateurs de Marseille, Galerie Arnaud Deschin
           - Artagon II, sélectionné par Mohamed Bourouissa, Chantal Crousel, Antoine Levi, Passage de Retz, Paris

## Résidences

### 2021
- Rouvrir le monde, Maison de retraite la Constance, ESADMM, DRAC, Marseille
- C’est mon patrimoine, Agglomération DLVA, DRAC, Manosque, Plateau de Valensole

### 2020
- Rouvrir le mode, Centre Social Frais Vallon, Château de Servières, DRAC, Marseille

### 2019
- Travail ! Travail ! , résidence en entreprise chez HighCo, Aix-en-Provence, en binôme avec Kévin Cardesa, avec Art-Cade, Collective, l’ESADMM, Mécènes du Sud et le Ministère de la Culture, Marseille